# Dolanc
Dolanc je priimek v Sloveniji, ki ga je po podatkih Statističnega urada Republike Slovenije na dan 1. januarja 2010 uporabljalo 184 oseb in je med vsemi priimki po pogostosti uporabe uvrščen na 2.357. mesto.

## Znani nosilci priimka
- Anica Dolanc (1911—1991), učiteljica in vzgojiteljica, pedagoška delavka
- Borut Dolanc (1977), politik, tajnik SDS
- Gregor Dolanc, elektrotehnik, vodja odseka za sisteme in vodenje (IJS)
- Marko Dolanc, elektronik, podjetnik
- Stane Dolanc (1925—1999), politik